# Szilárd Sztura
Szilárd Sztura, cunoscut și sub numele de Constantin Stura, (n. 13 noiembrie 1857, Pădureni – d. 23 ianuarie 1925, Timișoara) a fost un doctor în drept, avocat, estetician, filozof și traducător literar maghiar din Banat.

## Biografie
S-a născut la Pădureni unde tatăl său, János Stura, era primar primar al localității. Cu toate că familia sa era de origine română, acesta s-a declarat întotdeauna maghiar. Din cauza poziției sale și a sprijinului pentru maghiarizare, a fost criticat în presa de limbă română a vremii, fiind numit renegat.
A absolvit studiile secundare la Liceul Piarist din Timișoara și Gimnaziul superior evanghelic din Szarvas, apoi a studiat dreptul la Universitatea din Budapesta.

## Carieră
Din 1887 a fost avocat în Timișoara, iar de la treizeci de ani și până la sfârșitul vieții a fost membru în comitetul baroului. Biroul său de avocatură era situat la etajul I al clădirii de la adresa Piața Sfântul Gheorghe, nr. 1 din Timișoara. În 1889, a fost numit procuror șef onorific al comitatului Timiș, în 1898, adjunct al procurorului general, iar în 1902 era menționat ca prim-procuror al comitatului Timiș. A fost secretar al comitetului cultural al comitatului și membru al comitetului legislativ al orașului Timișoara începând din 1912. Din 1890, a fost vicepreședinte al Societății de Promovare a Limbii Maghiare din Timișoara, președinte al filialei din Timișoara a Societății Maghiare de Științe Sociale, membru din 1905, vicepreședinte executiv din 1909, apoi președinte al Societății Arany János și membru al conducerii Asociației de Istorie și Arheologie a Sudului Ungariei și al Societății de Științe Naturale a Sudului Ungariei. În 1903, el a participat la înființarea Temesvári Hírlap, orientat spre opoziție, fiind un colaborator constant până la sfârșitul vieții.
În 1898 a fost unul dintre membrii fondatori ai Lojii Masonice Losonczy din Timișoara, devenită Loja Pax după 1923.
Studiile sale au fost publicate în volumele colecției intitulate "Cărțile Societății János Arany", în ziarul "Délmagyarországi Közlöny" și în "Temesvári Hírlap". A scris mai multe eseuri despre umor.
A fost decorat cu Ordinul „Coroana României” în grad de cavaler în 1923.

## Viața personală
Din 1901 a fost proprietarul casei Maria Habekost. În 1921 s-a convertit de la ortodoxie la catolicism.
A fost căsătorit cu Mária, născută Tedeschi, fiica lui János și Mária Tedeschi, născută Graff, originari din Panciovia, și a avut o fiica, Lili și doi fii. În 1922, fiica sa, studentă la Universitatea din Debrețin⁠(d), a murit de scarlatină, Szilárd Sztura fiind de atunci afectat de probleme cardiace. La începutul anului 1925, cu câteva zile înainte de decesul său, a fost afectat și de o gripă puternică, plângându-se de o stare generală de rău. A decedat în dimineața zilei de 23 ianuarie 1925, în jurul orei 5:30 și a fost înmormântat la data de 27 ianuarie 1925 în Cimitirul din Calea Buziașului.
La opt luni de la moartea acestuia, în 23 septembrie 1925, a decedat și soția sa, Mária, în sanatoriul Fasor din Budapesta. Trupul neînsuflețit al acesteia a fost transportat la Timișoara și înmormântat în Cimitirul din Calea Buziașului, alături de soțul ei.

## Scrieri
- Szerb és román vígjátékok („Comedii sârbești și românești”, Timișoara, 1883);
- Az akaratszabadság problémája („Problema liberului arbitru”, Timișoara, 1899);
- Világ- és életfelfogások a XIX. században („Concepte despre lume și viață în secolul al XIX-lea”, Timișoara, 1901);
- A jellem lélektana („Psihologia caracterului”, Timișoara, 1905);
- A nyelv lélektana („Psihologia limbajului”, Timișoara, 1905);
- A zugírászatról („Despre scrierea cuneiformă”, Timișoara, 1905);
- Elmélkedések és tanulmányok („Reflecții și studii”, Timișoara, 1908);
- Elmélkedések és tanulmányok („Reflecții și studii”, Timișoara, 1909);
- Műértésre nevelés („Educație pentru înțelegerea artistică”, Timișoara, 1914).

A tradus mai multe comedii ale dramaturgului sârb Kosta Trifković.